# Penisola di Lisjanskij
La penisola di Lisjanskij (in russo полуостров Лисянского) si trova sulla costa settentrionale del mare di Ochotsk, in Russia. Appartiene all'Ochotskij rajon, nel Territorio di Chabarovsk (Circondario federale dell'Estremo Oriente). 
La penisola, che si trova all'estremità orientale del Territorio di Chabarovsk, divide la baia Ejrinejskaja (Ейринейская губа), a ovest, dal golfo Uški (залив Ушки), a est. L'estremo punto meridionale è capo Duga Vostočnaja (мыс Дуга Восточная). Il punto più alto della penisola, che ha una superficie di 625 km², è il monte Hadača (1 211 m).
La penisola prende il nome da Jurij Fëdorovič Lisjanskij (1773-1837), ufficiale della Marina imperiale russa.